# ダグ・アルドリッチ
ダグ・アルドリッチ（Doug Aldrich、1963年2月19日 - ）は、アメリカ合衆国ノースカロライナ州ローリー生まれのギタリスト。現在はロサンゼルスを拠点として活動。

## 経歴
高校卒業と同時にロサンゼルスに移り、インストゥルメンタルミュージックという店でギターのレッスンの仕事をしていた。1980年代、元タイタンのカル・スワン（ヴォーカル）と元スティーラーのマーク・エドワーズ（ドラム）が結成したライオンにマーク・エドワーズの誘いで加入。ベースはジェリー・ベスト。ライオンは2枚のアルバムをレコーディングし、MTVのHead Bangers Ballではトップ20に入った。
ライオン解散後は、ハリケーンやハウス・オブ・ローズでプレイをする。
1990年に入り、カル・スワンとともにバッド・ムーン・ライジング(BMR)を結成。ベースにイアン・メイヨー、ドラムにジャッキー・レイモスを迎える。BMRはアジアとヨーロッパでアルバムをリリースし、日本とヨーロッパをツアーした。その間にソロ・アルバム『ハイセンタード』と『エレクトロヴィジョン』をリリース。BMRは1998年に解散をする。
翌年の1999年、元メデシン・ホイールのボーカル キース・セント・ジョンとバーニング・レインを結成。
2002年、ディオに参加。翌年からは、デイヴィッド・カヴァデールからの推薦でホワイトスネイクにも参加、2014年5月の脱退まで、デイヴィッドと共にソングライターとしても活躍、スタジオ・アルバム2作を発表した。また、その頃には世良公則と親交を深め、ツイストの曲のセルフ・カヴァー・アルバム『照-SHO-』（2003年）、アコースティック・アルバム『JACARANDA』（2007年）のレコーディングに参加した。
2014年、Revolution Saintsに加入。
2015年、元ディープ・パープルのグレン・ヒューズと共に世界各地でツアーを行う。同年、12月に来日。
2016年、The Dead Daisiesにリード・ギターとして加入。

## 機材
デビュー時から長くシャーベル／ジャクソンのギターを愛用。ジャクソンがフェンダー傘下に収められるとフェンダーのストラトにチェンジ。そのストラトも最初はシングルのノーマルタイプだったが、その後、リアにハムバッカーを搭載したモデルへと変遷。現在はSuhrのシグネイチャーモデルのハムバッカーピックアップをレスポールに搭載し使用している。過去ジャクソンに搭載したハムバッカーはセイモア・ダンカンの“SH-5 Custom”だった。ディオ、ホワイトスネイクではレスポールを使用。アンプは、かつてMark Cameronにより改造された1970年代のMarshallを使用していたが、近年ではエングルやマーシャルのVintage Modernを使用している。またMajik Boxから共同作業によって作られたエフェクターMajik Box Doug Aldrich Rocket Fuelも使用している。

## ディスコグラフィ
<主な参加バンドのアルバム及びDVD>

### ライオン
- 1986年 - Power Love
- 1987年 - Dangerous Attraction
- 1989年 - Trouble In Angel City

### ハリケーン
- 1990年 - Slave to the Thrill（サポートメンバーとして参加）

### ハウス・オブ・ローズ
- 1990年 - Sahara（サポートメンバーとして参加）

### バッド・ムーン・ライジング
- 1991年 - Full Moon Fever (Mini Album)
- 1991年 - Bad Moon Rising
- 1993年 - Blood
- 1993年 - Blood On The Streets (Mini Album)
- 1995年 - Opium For The Masses
- 1995年 - Moonchild (Single)
- 1995年 - Junkyard Haze (EP)
- 1999年 - Flames On The Moon
- 2005年 - Full Moon Collection

### バーニング・レイン
- 1999年 - Burning Rain
- 2000年 - Pleasure to Burn
- 2013年 - Epic Obsession

### ディオ
- 2002年 - Killing The Dragon
- 2005年 - Evil Or Divine （CD&DVD）
- 2006年 - Holy Diver Live（CD&DVD）

### ホワイトスネイク
- 2006年 - In the Still of the Night Live (DVD)
- 2006年 - Live in the Shadow of Blues
- 2007年 - 1987: 20th Anniversary Collectors Edition
- 2008年 - Good To Be Bad
- 2011年 - Forevermore

### 世良公則
- 2003年 - 照-SHO-
- 2007年 - JACARANDA

### ソロ
- 1994年 - ハイセンタード - Highcentered
- 1997年 - エレクトロヴィジョン - Electrovision
- 2001年 - Alter Ego
- 2004年 - 教則DVD エレクトロレッスン - The Electro-Lesson

※この他Van HalenやOzzy Osbourneらの多くのトリビュートアルバムに参加。また、偽名で参加したMark Boalsのアルバム等もある。